# Heterophleps ocyptaria
Heterophleps ocyptaria là một loài bướm đêm trong họ Geometridae.